# Vacuum
Pour les articles homonymes, voir vacuum (homonymie).

Vacuum manuel de Medintim.

En urologie, le vacuum, plus connu des francophones sous le nom de pompe à pénis, pompe à érection ou autrefois congesteur est un dispositif mécanique thérapeutique, non invasif, de type pompe à vide, ayant la forme d'un cylindre ouvert à une extrémité, destiné à y introduire la verge d'un patient et y faire partiellement le vide (pression subatmosphérique) à l'aide d'une pompe. Cet instrument est un dispositif médical utilisé dans le traitement des troubles de l'érection ou comme technique non chirurgicale de revascularisation, d'élargissement, d’agrandissement du pénis. Il ne peut en aucun cas être remplacé par un aspirateur domestique, sous peine de graves lésions,,.

## Étymologie
Le mot « vacuum », en latin, signifie vide.

## Historique

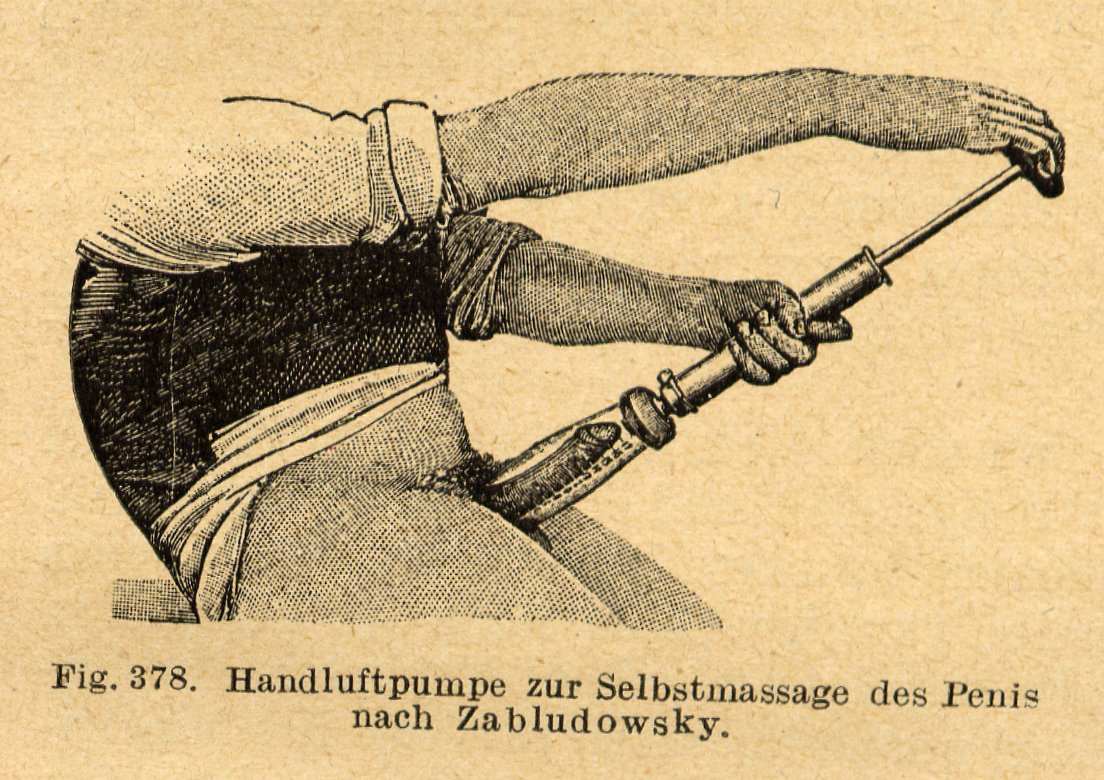
Une des premières pompes à pénis, par le Dr Zabludowsky, vers 1912, à Berlin.

La première mention d'un dispositif mécanique visant à traiter l'impuissance liée à un micropénis, basé sur le concept de piégeage du sang dans le pénis à la suite d'une tumescence assistée par le vide, apparaît dans un ouvrage du médecin français Vincent Marie Mondat, traitant de la stérilité de l’homme et de la femme et des moyens d’y remédier. Il y explique (p. 91) avoir imaginé et utilisé avec succès un instrument qu'il nomma congesteur pour le traitement des troubles de l'érection. 

« (...) il existe un dernier ordre de moyens auxquels l'art, dans quelques cas, peut avoir recours pour augmenter la turgescence du pénis et le rendre apte aux rapports sexuels ; je veux parler de certains instrumens ou appareils mécaniques. J'ai imaginé, à cet effet, un instrument qui présente une forme cylindrique, de cinq à huit pouces de longueur, de dix à seize lignes de diamètre, ayant une extrémité libre, tandis que l'autre est montée sur un appareil auquel vient s'adapter une pompe aspirante. On introduit le pénis dans le cylindre avec le soin de ramener en arrière le prépuce ; on dirige l'instrument sur un plan incliné vers le haut, l'individu étant debout. Le congesteur est fixé par une main tandis que l'autre imprime au piston de légers mouvemens pour faire le vide, le corps caverneux ne tarde pas à se gonfler ; peu-à-peu le sang le pénêtre de toute part, tout l'appareil génital subit l'impression érectile du pénis qu'on fait durer de cinq à vingt minutes. Avec le traitement prescrit et le régime indiqué, on sera toujours sur d'augmenter considérablement le développement du pénis, de faire naître des érections aux individus qui en sont privés et de rétablir celles qu'on a perdues. Des exemples tirés de ma pratique démontrent tous les avantages que j'en ai retirés. On a dit que le pénis, par sa texture, était peu susceptible de développement, soit en longueur, soit en grosseur, cela n'est pas exact. Au moyen de mon congesteur, le pénis peut acquérir de très grandes dimensions dans l'un et l'autre sens ; ses muscles sont aussi susceptibles de prendre beaucoup de force et d'énergie. Les faits suivans suffiront pour le constater. »

 (ce paragraphe est suivi de trois exemples de patients traitées au moyen de ce congesteur).
En 1917, Otto Lederer met sur le marché un appareil combinant une pompe à vide externe à un anneau de compression amovible. 
Malgré d’autres améliorations ce type d'appareil ne sera popularisé qu'à partir des années 1960, av Gedec l'invention par Osbon d'un VED qui sera le premier à être officiellement reconnu comme dispositif d’aide à l’érection approuvé (Erecaid ; Timm Medical Technologies, Inc, Washington, PA, États-Unis) par la Food and Drug Administration (FDA). 
Des études faites par Yuan et al,23 Witherington,28 et Nadig et al29 encourageront encore la reconnaissance des VE comme une alternative thérapeutique viable à de nombreux types de dysfonction érectile organique.
Selon un questionnaire envoyé à 1 517 utilisateurs ayant acheté un appareil de ce type entre 1974 et 1987, 92 % ont obtenu une érection ou un état semblable à celui d’une érection satisfaisante pour les rapports sexuels et 77 % ont dit avoir eu des rapports sexuels au moins une fois toutes les 2 semaines. Selon Roy Witherington (1989), aucun effet indésirable grave n'a été cité comme dû à l’utilisation de cet appareil qu'il considère donc comme particulièrement efficace dans la prise en charge de l’impuissance partielle, parfois comme alternative à la pose chirurgicale d’une prothèse pénienne, à l’injection intracaverneuse de médicaments vasoactifs ou à l’abstinence sexuelle.
Selon Witherington, ces appareils « peuvent également être utilisés dans le cadre de la post-prostatectomie pour maintenir la longueur du pénis, mais les preuves sont insuffisantes en tant que thérapie de réadaptation du pénis ».

## Sur le modèle animal
Un dispositif de ce type a été testé (1989) au Département d’urologie de l'Université de Californie, avec ou sans dispositif d'anneau pénien (élastique), sur le modèle animal, chez neuf singes mâles placés sous anesthésie. 

Une pression manométrique de —100 à —200 cm.2O dans le cylindre induit un flux sanguin dans le pénis. La récupération de la pression intracaverneuse était de 50 % après 17 secondes et de 100 % après 30 à 60 secondes. La tumescence résultant de l’aspiration disparaissait dès à la fin de l’aspiration, sauf si la base du pénis est rétrécie avant ou après l’application d'une dépression dans le tuyau. L’augmentation de la pression intracaverneuse due à l’injection intracaverneuse de papavérine est comparable à celle mesurée après aspiration avec un élastique constricteur en place à la base du pénis. La tumescence induite par la succion est passive, et sans indication de relaxation des muscles lisses ni de libération de neurotransmetteurs.
Une autre étude, sur le modèle murin a conclu que la thérapie VED semble préserver la taille du pénis et une capacité érectile via 3 types de mécanismes conjoints : antihypoxiques, antiapoptotiques et antifibrotiques, et chez le rat « l’effet quotidien du traitement par VED sur la récupération de la fonction érectile (FE) est cohérent avec les résultats observés chez les patients, et sans effets secondaires significatifs ».

## Utilisation du vacuum
Le système vacuum, ou pompe à érection est utilisé en traitement de seconde intention dans certains cas de troubles de l'érection pour une rééducation pénienne et lors de la reprise des rapports sexuels. Il permet de créer une érection par un procédé mécanique. 
Le vacuum est généralement composé d'un cylindre et d'une pompe manuelle ou électrique. Il va créer une dépression en aspirant le vide autour du pénis pour que celui-ci retrouve une sensibilité. La pompe à érection permet généralement de retrouver et maîtriser l'érection. 

### Principe de fonctionnement
Une pompe fait le vide autour du pénis. La dépression ainsi consitutée provoque un afflux de sang dans les corps caverneux et donc l'érection. Un anneau pénien est alors placé immédiatement à la base du pénis pour empêcher le sang de repartir une fois la pompe enlevée. Le patient peut alors avoir un rapport sexuel normal jusqu'à 30 minutes au maximum, après quoi l'anneau doit impérativement être enlevé. Une fois l'anneau pénien enlevé, l'érection disparait.

### Étanchéité
Pour que le vacuum soit efficace, il faut veiller à sa bonne étanchéité entre le cylindre et la peau afin de faire le vide autour du pénis. De nombreux poils et plis de la peau, se situent à cet endroit. La pompe à érection doit être bien maintenue pour limiter les fuites. L'utilisation d'un lubrifiant peut aider à améliorer l'étanchéité entre la pompe et la peau.

### Avantages
La pompe à érection est un dispositif peu onéreux, non douloureux s'il est utilisé correctement, efficace en l'absence de stimulation sexuelle et sans risque de priapisme comme effet secondaire. Son efficacité est estimée à 90 % selon les couples l'ayant utilisé. 
C'est un des seuls dispositif à pouvoir gonfler le gland en plus des corps spongieux et corps caverneux[réf. nécessaire]. 
Il peut être utilisée au quotidien, contribue à maintenir la souplesse des tissus du pénis, et est compatible avec tout autre traitement. 

### Inconvénients
Peu d'inconvénients ont été recensés sur l'utilisation de la pompe à érection en tant que dispositif médical. « Les hommes suspectés d’insuffisance artérielle peuvent être évalués par échographie Doppler au niveau du pénis, avec éventuelle angiographie de confirmation. »
Les procédures de « revascularisation du pénis » ont systématiquement démontré des avantages chez certains patients (très sélectionnés) ; cependant, en 2016, « les données sont insuffisantes pour suggérer la supériorité d’une technique ».
Les hommes présentant des facteurs de risque vasculaires sont probablement de mauvais candidats pour la revascularisation du pénis, bien que le dysfonctionnement veino-occlusif et l’âge soient moins importants. Les thérapies pour traiter la dysfonction veino-occlusive primaire ne sont pas recommandées et doivent être réservées aux essais cliniques.
L'étanchéité joue un rôle important entre le cylindre de la pompe et le pubis. Si l'étanchéité n'est pas bien établie, le vide ne sera pas satisfaisant. Une fois le cylindre retiré, l'érection n'est pas maintenue. Un anneau pénien se place à la base du pénis pour conserver l'érection et avoir un rapport sexuel. L'anneau pénien doit impérativement être retiré dans les 30 minutes suvant sa pose lors d'un rapport sexuel (car il induit un état relativement ischémique).
Le vacuum est un dispositif médical non remboursé.

## Comment choisir l'appareil?
Plusieurs têtes de pompes sont proposés pour le vacuum : une tête manuelle ou une tête électrique. Certains vacuum sont agrées « dispositif médical », d'autres non. Pour ce traitement mécanique contre la dysfonction érectile, plusieurs paramètres doivent être pris en compte : 
- La tête de pompe électrique ou manuelle : Certains vacuum électriques ne disposent que d'une seule vitesse, d'autres de plusieurs. Les vacuum à plusieurs vitesses permettent aux hommes de retrouver une érection plus rapidement. La tête de pompe manuelle permet de contrôler le pompage et de maîtriser l'érection.
- Le cône : il permet de glisser l'anneau pénien sur les manchons. Certains cônes ne sont pas assez long et sont trop pentus pour utiliser l'anneau à bon escient.
- Le cylindre : il doit être confortable et solide pour ne pas blesser la peau lors de l'utilisation du vacuum.
- La matière : PVC ou ABS.
- Les joints : pour éviter les entrées d'air, le cylindre et la tête de pompe sont fixés par un joint.
- Les anneaux péniens : l'efficacité des anneaux péniens repose sur leur souplesse, le matériau utilisé et sur leur diamètre.

## Traitement de certains troubles de l'érection

### Rééducation pénienne
Chez l'homme souffrant d'impuissance sexuelle depuis quelques mois ou années, le pénis a perdu de sa capacité à être correctement irrigué et gonflé de sang et manquera d’oxygène. IL perd alors aussi de sa souplesse ne permettant pas une érection correcte. Le Vacuum permet généralement de progressivement créer des érections assistées et d'oxygéner les tissus caverneux du pénis et de retrouver et entretenir la capacité érectile de l'homme, mais selon un panel médical constitué pour une conférence de consensus : les preuves sont insuffisantes pour une thérapie de réadaptation du pénis. 
La pompe à érection peut être un traitement complémentaire à l'injection intra-caverneuse dans le cadre d'une rééducation pénienne. 

### Maladie de La Peyronie
La maladie de La Peyronie s'identifie par une courbure du pénis en érection. Le Vacuum peut être utilisé dans le cadre d'une rééducation pénienne pour maintenir la fonction érectile du pénis. Les érections assistées vont permettre de remplir de sang les corps caverneux et de réduire le degré de courbure.